# Паркер, Джуниор
Герман «Джуниор» Паркер (англ. Herman «Junior» Parker, также Литтл Джуниор Паркер; 27 марта 1931, Бобо, Миссисипи, США — 18 ноября 1971, Блу-Айленд, Иллинойс, США) — американский блюзовый певец, харпер и автор песен. Номинант Blues Music Awards в номинации «Перевыпущенный альбом» (1982). Член Зала славы блюза как исполнитель (2001) и как исполнитель двух записей, отнесённых к классике блюза (2013, 2024). Член Зала славы музыкантов Миссисипи. Голос певца часто описывается как «медовый» и «бархатный» 

## Биография
Большинство источников сходятся в том, что Герман Паркер родился в марте 1932 года на плантации Истовер, неподалёку от Бобо, округ Коахома, Миссисипи. Предполагаются также другие даты рождения в период с 1927 по 1932 год и то, что при рождении он носил имя Герман тоже предположительно. Он всегда использовал Герман Паркер в качестве своего официального имени, но утверждается, что в его свидетельстве о рождении в Миссисипи его имя указано как Герберт Паркер . В 1944 году он, вместе с матерью переехал в Мемфис, Теннесси. 
Ещё ребёнком начал петь в баптистской церкви и  в госпел-группе, а начиная с подросткового возраста пел и играл на гармонике на гастролях с различными группами. Наибольшее влияние на его игру на гармонике оказал Сонни Бой Уильямсон II, которого он слушал по радио и с кем он работал в 1948 году, пока в 1949 году не ушёл к Хаулину Вулфу. Прозвище Джуниор (младший) он получил во время работы с Уильямсоном, так как стиль игры на гармонике Паркера был очень схож . Плюс-минус в 1950-м году он стал выступать с коллективом мемфисских музыкантов известных как The Beale Streeters, в состав которого входили в том числе Бобби Блу Блэнд и Би Би Кинг. 
В 1951 году Паркер сформировал свою группу The Blue Flames. В 1952 году Айк Тёрнер привёл Паркера в Modern Records и записал дебютный сингл музыканта  «You’re My Angel»/«Bad Women, Bad Whiskey», где сам сыграл на фортепиано. Запись привлекла внимание Sun Records, и Джуниор Паркер вместе с группой подписали контракт с этой компанией в 1953 году. Два вышедших сингла имели успех, а некоторые песни с них стали стандартами. Кавер-версии песни «Mystery Train» в дальнейшем исполняли множество известных музыкантов, начиная с Элвиса Пресли (и которая впервые принесла ему звёздный статус ) и Боба Дилана, заканчивая Led Zeppelin и UFO. «Love My Baby» можно было бы смело назвать первой чёрной рок-записью. «Гитарная работа Флойда Мёрфи в этой песне повлияла на Скотти Мура, а через Мура на целое поколение музыкантов» . 
С 1955 года Паркер гастролирует c Бобби Блу Блэндом и Джонни Эйсом. Они подписали контракт с Duke Records (уход с Sun Records сопровождался судебными тяжбами ). Их группа Blues Consolidated Revue была весьма успешной и гастролировала по всему Югу США. Годы, проведённые на Duke Records стали самыми успешными в карьере музыканта, он выпустил ряд хитов, попавших в R&B-чарт. . После того, как в 1966 году певец покинул Duke Records, он не имел такого успеха, впрочем продолжая выступать и записываться для различных фирм. В это время певец всё более отдалялся от блюза в пользу соул-музыки. Он также экспериментировал с новыми стилями: сотрудничал с джазовым органистом Джимми МакГриффом и заканчивая записью каверов песен Beatles, исполненными в совершенно небританской манере .  Последний его успех был в 1971 году с синглом «Drowning on Dry Land», выпущенный на Capitol и достигший 48-го места в чарте Billboard R&B.
18 ноября 1971 года Джуниор Паркер умер во время операции по поводу опухоли мозга. 
«Пение Паркера резонировало с теплотой и элегантностью, и он играл на губной гармошке в похожем мягком стиле» .
«Будучи последовательным современным блюзменом, каким он и хотел быть, он отодвинул на второй план свои вставки на губной гармошке в стиле Сонни Боя, чтобы подчеркнуть свой плавно отполированный вокал в материалах в стиле R&B» 
«Джуниор Паркер был одним из четырех самых популярных исполнителей блюза 1950-х и 1960-х годов, наравне с Би Би Кингом, Бобби Блу Блэндом и Литтл Милтоном по количеству записей, попавших в чарты Billboard в ту эпоху. Паркер пел и играл на губной гармошке с плавностью и теплотой, с легкостью справляясь с блюзом, быстрым R&B и душевными балладами» .

## Дискография

### Альбомы
- Blues Consolidated, 1958 (Duke DLP-72)
- Driving Wheel, 1962 (Duke DLP-76)
- The Best of Junior Parker, 1967 (Duke DLP-83)
- Like It Is, 1967 (Mercury SR 61101) также выпущен как Baby Please, 1967 (Wing SRW-16401)
- Honey-Drippin' Blues, 1969 (Blue Rock SRB-64004)
- Little Jr. Parker: Blues Man, 1969 (Minit 24024)
- Jimmy McGriff/Junior Parker, концертный, [известен как Chicken Fried Soul], 1971 (United Artists UAS-5597), также выпущен как Jimmy McGriff with Junior Parker, 1972 (United Artists UAS-6814)
- You Don’t Have to Be Black to Love the Blues, 1971 (Groove Merchant GM-502) также выпущен в 1972 году как Blue Shadows Falling для Великобритании
- Love Ain’t Nothin' but a Business Goin' On, 1971 (Groove Merchant GM-513) перевыпущен как The Outside Man, 1970 (Capitol ST-564)
- The Dudes Doin' Business, 1970 (Capitol ST-569) также выпущен как Good Things Don’t Happen Every Day, 1972 (Groove Merchant GM-2205)
- I Tell Stories Sad and True, I Sing the Blues and Play Harmonica Too, It Is Very Funky, 1972 (United Artists UAS-6823)
- Sometimes Tomorrow My Broken Heart Will Die, 1973 (ABC/Bluesway BLS-6066)

#### Сборники
- The ABC Collection, 1976 (ABC Records AC-30010), сборник синглов
- Junior’s Blues: The Duke Recordings, Vol. 1, 1992 (MCA 10669), записи 1951—1964
- Backtracking: The Duke Recordings, Vol. 2, 1998 (MCA 11786), записи 1953—1966
- I’m So Satisfied: The Complete Mercury & Blue Rock Recordings, 1998 (Mercury 558549), записи 1966—1969
- The Chronological Little Junior Parker 1952—1955, 2006 (Classics 'Blues & Rhythm Series' 5167)
- Ride With Me, Baby: The Singles 1952—1961, 2012 (Fantastic Voyage FVDD-138), двойной CD

### Синглы
- «You’re My Angel» / «Bad Women, Bad Whiskey», 1952 (Modern 864)
- «Feelin' Good» / «Fussin' and Fightin' Blues», 1953 (Sun 187), R&B #5
- «Love My Baby» / «Mystery Train», 1953 (Sun 192)
- «Dirty Friend Blues» / «Can’t Understand», 1954 (Duke 120)
- «Please Baby Blues» / «Sittin', Drinkin' and Thinkin'», 1954 (Duke 127)
- «Backtracking» / «I Wanna Ramble», 1955 (Duke 137)
- «Driving Me Mad» / «There Better Not Be No Feet (in Them Shoes)», 1955 (Duke 147)
- «Mother-in-Law Blues» / «That’s My Baby», Little Junior Parker with Bill Harvey’s Band, 1956 (Duke 157)
- «Next Time You See Me» / «My Dolly Bee», 1957 (Duke 164), Pop #74, R&B #7
- «That’s Alright» / «Pretty Baby», 1957 (Duke 168)
- «Peaches» / «Pretty Little Doll», 1957 (Duke 177)
- «Wondering» / «Sitting and Thinking», 1958 (Duke 184)
- «Barefoot Rock» / «What Did I Do», 1958 (Duke 193)
- «Sweet Home Chicago» / «Sometimes», 1958 (Duke 301), R&B #13
- «I’m Holding On» / «Five Long Years», 1959 (Duke 306), R&B #13
- «Stranded» / «Blue Letter», 1959 (Duke 309)
- «Dangerous Woman» / «Belinda Marie», 1959 (Duke 315)
- «You’re on My Mind» / «The Next Time», 1960 (Duke 317)
- «That’s Just Alright» / «I’ll Learn to Love Again», 1960 (Duke 326)
- «Stand by Me» / «I’ll Forget About You», 1960 (Duke 330), R&B #11
- «Driving Wheel» / «Seven Days», Junior Parker, 1961 (Duke 335), Pop #85, R&B #5
- «In the Dark», R&B #7 / «How Long Can This Go On», 1961 (Duke 341), R&B #28
- «Annie Get Your Yo-Yo» / «Mary Jo», 1961 (Duke 345), Pop #51, R&B #6
- «I Feel Alright Again» / «Sweeter as the Days Go By», 1961 (Duke 351)
- «Someone Somewhere» / «Foxy Devil», 1962 (Duke 357)
- «It’s a Pity» / «Last Night», 1963 (Duke 362)
- «If You Don’t Love Me» / «I Can’t Forget About You», 1963 (Duke 364)
- «Look on Yonder Wall|Yonders Wall» / «The Tables Have Turned», 1963 (Duke 367)
- «Strange Things Happening» / «I’m Gonna Stop», 1964 (Duke 371), Pop #99, R&B #26
- «The Things That I Used to Do» / «That’s Why I’m Always Crying», 1964 (Duke 376)
- «Jivin' Woman» / «I’m in Love», 1964 (Duke 384)
- «Crying for My Baby» / «Guess You Don’t Know (The Golden Rule)», 1965 (Duke 389), R&B #36
- «These Kind of Blues, Part 1» / «These Kind of Blues, Part 2», 1965 (Duke 394)
- «Goodbye Little Girl» / «Walking the Floor Over You», 1966 (Duke 398)
- «Get Away Blues» / «Why Do You Make Me Cry», 1966 (Duke 406)
- «Man or Mouse» / «Wait for Another Day», 1966 (Duke 413), R&B #27
- «Just Like a Fish» / «Baby, Please», 1967 (Mercury 72620)
- «You Can Make It If You Try» / «(Ooh Wee Baby) That’s the Way You Make Me Feel», 1967 (Mercury 72651)
- «Country Girl» / «Sometimes I Wonder», 1967 (Mercury 72672)
- «I Can’t Put My Finger on It» / «If I Had Your Love», 1967 (Mercury 72699), R&B #48
- «Hurtin' Inside» / «What a Fool I Was», 1967 (Mercury 72733)
- «It Must Be Love» / «Your Love’s All over Me», 1968 (Mercury 72793)
- «Lover to Friend» / «I Got Money», 1968 (Blue Rock/Mercury 4064)
- «Lovin' Man on Your Hands» / «Reconsider Baby», 1968 (Blue Rock/Mercury 4067)
- «I’m So Satisfied» / «Ain’t Gon' Be No Cutting Aloose», 1969 (Blue Rock/Mercury 4080), R&B #48
- «You Can’t Keep a Good Woman Down» / «Easy Lovin'», 1969 (Blue Rock/Mercury 4088)
- «Worried Life Blues» / «Let the Good Times Roll», 1969 (Minit 32080), R&B #34
- «The Outside Man» / «Darling Depend on Me», 1970 (Capitol 2857)
- «Lady Madonna» / «Tomorrow Never Knows», 1970 (Capitol 2951)
- «Drowning on Dry Land» / «River’s Invitation», 1971 (Capitol 2997), Pop #114, R&B #48
- «Way Back Home» / «Sweet Home Chicago», 1971 (Groove Merchant 1002)
- «I Like Your Style» / «I Need Love So Bad», 1971 (Groove Merchant 1004)
- «Love Ain’t Nothin' but a Business Goin' On» / «A Losing Battle», 1971 (Groove Merchant 1010)
- «I Need Love So Bad» / «Pretty Baby», 1971 (United Artists 50826)
- «Funny How Time Slips Away» / «No-One Knows (What Goes on When the Door Is Closed)», 1971 (United Artists 50855)
- «Your Love Is All over Me» / «You Better Quit It» (instrumental), 1974 (Jetstream 818)